# Euphonia concinna
Euphonia concinna е вид птица от семейство Чинкови (Fringillidae).

## Разпространение
Видът е разпространен в Колумбия.